# Monarda
- Commons
- Wikispecies

Monarda é um gênero botânico da família Lamiaceae, espécies originárias da América do Norte.

## Espécies
Espécies no gênero incluem:
- Monarda bartlettii Standl.
- Monarda balmettii Nutt.
- Monarda bradburiana L.C.Beck
- Monarda citriodora Cerv. ex Lag.
- Monarda clinopodia L.
- Monarda clinopodioides A.Gray
- Monarda didyma L.
- Monarda eplingiana Standl.
- Monarda fistulosa L.
- Monarda fruticulosa Epling

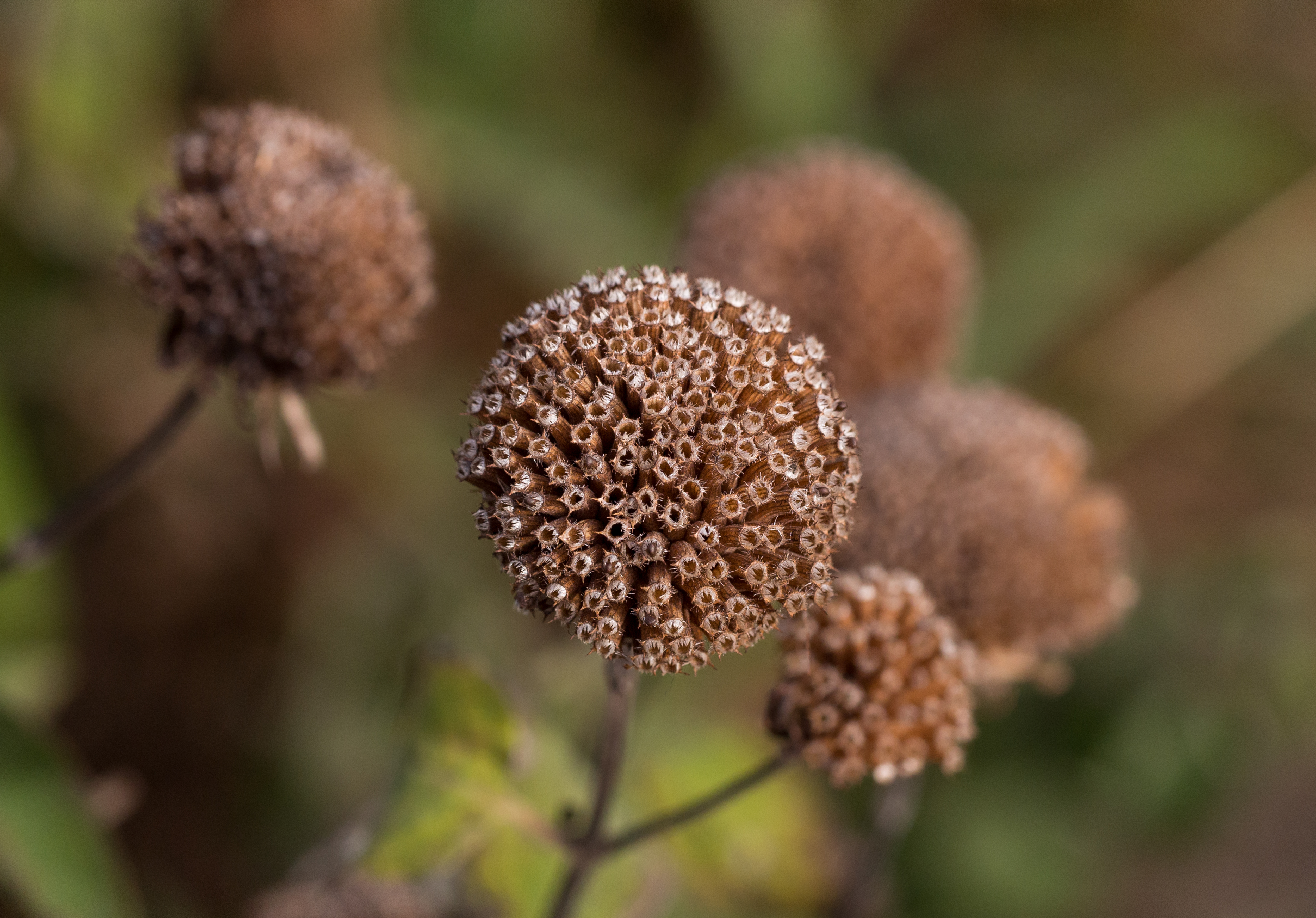
Sementes de M. didyma

- Monarda humilis (Torr.) Prather & J.A.Keith
- Monarda lindheimeri Engelm. & A.Gray ex A.Gray
- Monarda luteola Singhurst & W.C.Holmes
- Monarda maritima (Cory) Correll
- Monarda media Willd.
- Monarda × medioides W.H.Duncan (M. fistulosa × M. media)
- Monarda pectinata Nutt.
- Monarda pringlei Fernald
- Monarda punctata L.
- Monarda russeliana Nutt. ex Sims
- Monarda stanfieldii Small
- Monarda viridissima Correll

- «Lista completa»

## Classificação do gênero
| Sistema | Classificação                    | Referência               |
| ------- | -------------------------------- | ------------------------ |
| Linné   | Classe Diandria, ordem Monogynia | Species plantarum (1753) |